# Månben

Proximala handlovsben: A. Scaphoideum, B. Lunatum, C. Triquetrum, D. Pisiforme
Distala handlovsben: E. Trapezium, F. Trapezoideum, G. Capitatum, H. Hamatum

Månbenet (Lunatum) är ett av de 8 benen i handloven. Det sitter mellan Scaphoideum och Triquetrum.
På bilden är Lunatum bokstav B.